# Qatar ExxonMobil Open 2007 - Qualificazioni singolare
Le qualificazioni del singolare  del Qatar ExxonMobil Open 2007 sono state un torneo di tennis preliminare per accedere alla fase finale della manifestazione. I vincitori dell'ultimo turno sono entrati di diritto nel tabellone principale. In caso di ritiro di uno o più giocatori aventi diritto a questi sono subentrati i lucky loser, ossia i giocatori che hanno perso nell'ultimo turno ma che avevano una classifica più alta rispetto agli altri partecipanti che avevano comunque perso nel turno finale.
Le qualificazioni del torneo Qatar ExxonMobil Open  2007 prevedevano 32 partecipanti di cui 4 sono entrati nel tabellone principale.

## Teste di serie
1. Denis Gremelmayr (Qualificato)
2. Federico Luzzi (Qualificato)
3. Marco Chiudinelli (Qualificato)
4. George Bastl (ultimo turno)

1. Tomáš Cakl (Qualificato)
2. Serhij Stachovs'kyj (ultimo turno)
3. Tobias Clemens (primo turno)
4. Simone Vagnozzi (ultimo turno)

## Qualificati
1. Denis Gremelmayr
2. Federico Luzzi

1. Marco Chiudinelli
2. Tomáš Cakl

## Tabellone

### Legenda
| - Q = Qualificato - WC = Wild card - LL = Lucky loser | - ALT = Alternate - SE = Special Exempt - PR = Protected Ranking | - w/o = Walkover - r = Ritirato - d = Squalificato |

### Sezione 1
|  | Primo turno       | Primo turno       | Primo turno      | Primo turno | Primo turno |  |  | Secondo turno    | Secondo turno     | Secondo turno    | Secondo turno    | Secondo turno |   |   | Ultimo turno | Ultimo turno     | Ultimo turno | Ultimo turno | Ultimo turno |  |
|  |                   |                   |                  |             |             |  |  |                  |                   |                  |                  |               |   |   |              |                  |              |              |              |  |
|  |                   |                   |                  |             |             |  |  |                  |                   |                  |                  |               |   |   |              |                  |              |              |              |  |
|  |                   |                   |                  |             |             |  |  | 1                | Denis Gremelmayr  | 6                | 4                | 6             |   |   |              |                  |              |              |              |  |
|  | Guillermo Alcaide | Guillermo Alcaide | 2                | 6           | 7           |  |  |                  | Guillermo Alcaide | 3                | 6                | 3             |   |   |              |                  |              |              |              |  |
|  | Julian Knowle     | Julian Knowle     | 6                | 4           | 69          |  |  |                  |                   |                  |                  |               |   |   | 1            | Denis Gremelmayr | 6            | 1            | 7            |  |
|  | Viktor Troicki    | Viktor Troicki    | Viktor Troicki   | 6           | 6           |  |  |                  |                   |                  | František Čermák | 4             | 6 | 5 |              |                  |              |              |              |  |
|  | Dmitrij Sitak     | Dmitrij Sitak     | Dmitrij Sitak    | 4           | 4           |  |  | Viktor Troicki   | Viktor Troicki    | Viktor Troicki   | 4                | 2             |   |   |              |                  |              |              |              |  |
|  |                   | František Čermák  | František Čermák | 6           | 6           |  |  | František Čermák | František Čermák  | František Čermák | 6                | 6             |   |   |              |                  |              |              |              |  |
|  | 7                 | Tobias Clemens    | Tobias Clemens   | 2           | 0           |  |  |                  |                   |                  |                  |               |   |   |              |                  |              |              |              |  |

### Sezione 2
|  | Primo turno             | Primo turno             | Primo turno             | Primo turno | Primo turno |  |  | Secondo turno | Secondo turno           | Secondo turno           | Secondo turno   | Secondo turno |   |      | Ultimo turno | Ultimo turno   | Ultimo turno | Ultimo turno | Ultimo turno |  |
|  |                         |                         |                         |             |             |  |  |               |                         |                         |                 |               |   |      |              |                |              |              |              |  |
|  |                         |                         |                         |             |             |  |  |               |                         |                         |                 |               |   |      |              |                |              |              |              |  |
|  |                         |                         |                         |             |             |  |  | 2             | Federico Luzzi          | 3                       | 6               | 6             |   |      |              |                |              |              |              |  |
|  | Dieter Kindlmann        | Dieter Kindlmann        | Dieter Kindlmann        | 7           | 6           |  |  |               | Dieter Kindlmann        | 6                       | 4               | 2             |   |      |              |                |              |              |              |  |
|  | Luka Gregorc            | Luka Gregorc            | Luka Gregorc            | 5           | 4           |  |  |               |                         |                         |                 |               |   |      | 2            | Federico Luzzi | 63           | 6            | 7            |  |
|  | Daniel Muñoz de la Nava | Daniel Muñoz de la Nava | Daniel Muñoz de la Nava | 6           | 6           |  |  |               |                         | 8                       | Simone Vagnozzi | 7             | 1 | 6(1) |              |                |              |              |              |  |
|  | Andrej Golubev          | Andrej Golubev          | Andrej Golubev          | 0           | 2           |  |  |               | Daniel Muñoz de la Nava | Daniel Muñoz de la Nava | 4               | 4             |   |      |              |                |              |              |              |  |
|  | 8                       | Simone Vagnozzi         | Simone Vagnozzi         | 6           | 6           |  |  | 8             | Simone Vagnozzi         | Simone Vagnozzi         | 6               | 6             |   |      |              |                |              |              |              |  |
|  |                         | Karim Maamoun           | Karim Maamoun           | 4           | 4           |  |  |               |                         |                         |                 |               |   |      |              |                |              |              |              |  |

### Sezione 3
|  | Primo turno      | Primo turno      | Primo turno      | Primo turno | Primo turno |  |  | Secondo turno | Secondo turno       | Secondo turno       | Secondo turno       | Secondo turno       |   |   | Ultimo turno | Ultimo turno      | Ultimo turno      | Ultimo turno | Ultimo turno |  |
|  |                  |                  |                  |             |             |  |  |               |                     |                     |                     |                     |   |   |              |                   |                   |              |              |  |
|  |                  |                  |                  |             |             |  |  |               |                     |                     |                     |                     |   |   |              |                   |                   |              |              |  |
|  |                  |                  |                  |             |             |  |  | 3             | Marco Chiudinelli   | Marco Chiudinelli   | 6                   | 6                   |   |   |              |                   |                   |              |              |  |
|  | Serhij Bubka     | Serhij Bubka     | Serhij Bubka     | 7           | 6           |  |  |               | Serhij Bubka        | Serhij Bubka        | 2                   | 1                   |   |   |              |                   |                   |              |              |  |
|  | Nenad Zimonjić   | Nenad Zimonjić   | Nenad Zimonjić   | 5           | 4           |  |  |               |                     |                     |                     |                     |   |   | 3            | Marco Chiudinelli | Marco Chiudinelli | 6            | 6            |  |
|  | Musaad Al Jazzaf | Musaad Al Jazzaf | Musaad Al Jazzaf | 6           | 6           |  |  |               |                     | 6                   | Serhij Stachovs'kyj | Serhij Stachovs'kyj | 3 | 4 |              |                   |                   |              |              |  |
|  | Abdulla Al Haji  | Abdulla Al Haji  | Abdulla Al Haji  | 1           | 3           |  |  |               | Musaad Al Jazzaf    | Musaad Al Jazzaf    | 0                   | 2                   |   |   |              |                   |                   |              |              |  |
|  |                  |                  |                  |             |             |  |  | 6             | Serhij Stachovs'kyj | Serhij Stachovs'kyj | 6                   | 6                   |   |   |              |                   |                   |              |              |  |
|  |                  |                  |                  |             |             |  |  |               |                     |                     |                     |                     |   |   |              |                   |                   |              |              |  |

### Sezione 4
|  | Primo turno          | Primo turno          | Primo turno       | Primo turno | Primo turno |  |  | Secondo turno | Secondo turno | Secondo turno | Secondo turno | Secondo turno |   |   | Ultimo turno | Ultimo turno | Ultimo turno | Ultimo turno | Ultimo turno |  |
|  |                      |                      |                   |             |             |  |  |               |               |               |               |               |   |   |              |              |              |              |              |  |
|  |                      |                      |                   |             |             |  |  |               |               |               |               |               |   |   |              |              |              |              |              |  |
|  |                      |                      |                   |             |             |  |  | 4             | George Bastl  | 4             | 7             | 6             |   |   |              |              |              |              |              |  |
|  | Jamie Baker          | Jamie Baker          | 6                 | 1           | 7           |  |  |               | Jamie Baker   | 6             | 68            | 2             |   |   |              |              |              |              |              |  |
|  | Oleksandr Dolgopolov | Oleksandr Dolgopolov | 3                 | 6           | 65          |  |  |               |               |               |               |               |   |   | 4            | George Bastl | 6            | 5            | 3            |  |
|  | Jamie Murray         | Jamie Murray         | Jamie Murray      | 6           | 6           |  |  |               |               | 5             | Tomáš Cakl    | 3             | 7 | 6 |              |              |              |              |              |  |
|  | Jaroslav Levinský    | Jaroslav Levinský    | Jaroslav Levinský | 4           | 4           |  |  |               | Jamie Murray  | Jamie Murray  | 1             | 4             |   |   |              |              |              |              |              |  |
|  |                      |                      |                   |             |             |  |  | 5             | Tomáš Cakl    | Tomáš Cakl    | 6             | 6             |   |   |              |              |              |              |              |  |
|  |                      |                      |                   |             |             |  |  |               |               |               |               |               |   |   |              |              |              |              |              |  |